# 杰斯纳河 (萨哈林州)
杰斯纳河（俄语：Река Десна）是萨哈林州多林斯克区的河流，长17公里，流域面积62.4平方公里，在距河口75公里处注入奈巴河。

## 引用
1. ↑  М·Г·瓦西科夫斯基. . 列宁格勒: 气象出版社. 1973 （俄语）.
2. ↑  . 国家水登记处.   [2024-08-23]. （原始内容存档于2024-08-23） （俄语）.